# Andrew Burnham (Politiker)

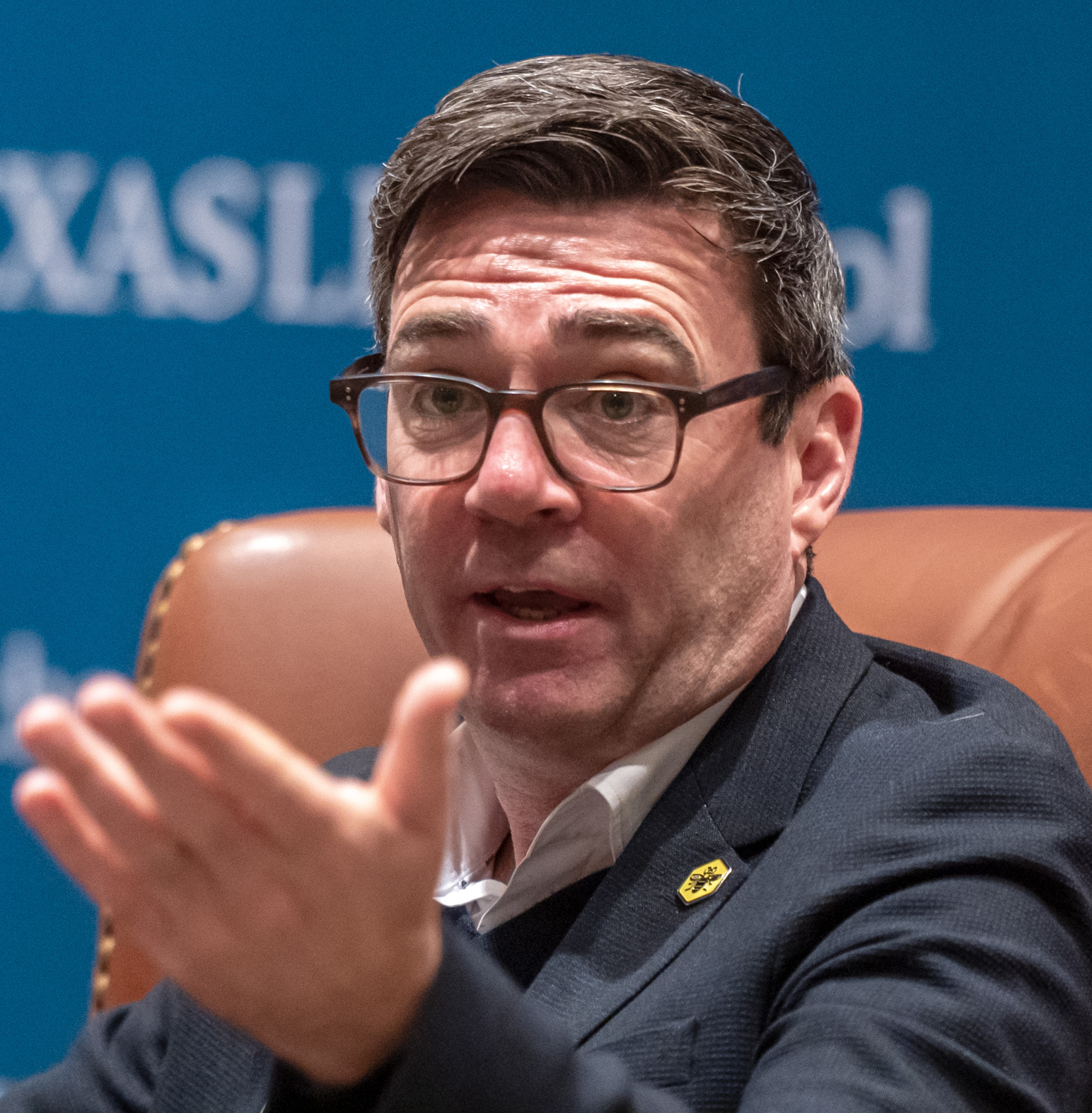
Andrew Burnham (2025)

Andrew Burnham (* 7. Januar 1970 in Liverpool) ist ein britischer Politiker und Bürgermeister von Greater Manchester. Zuvor war er für die Labour Party von Juni 2009 bis Mai 2010 Gesundheitsminister im Kabinett von Gordon Brown.

## Leben
Nach seiner Schulzeit an der St Catherines Schule in Culcheth besuchte Andrew Burnham die St Aeldred High School in Newton-le-Willows. Danach studierte er Anglistik am Fitzwilliam College in Cambridge und erreichte einen Master. Mit 14 Jahren wurde Burnham während des Bergarbeiterstreiks Mitglied der Labour Party. Seit 2001 ist er für den Wahlkreis Leigh als Abgeordneter für die Labour Party im Britischen Unterhaus. Im Juni 2007 wurde er zum Chief Secretary to the Treasury ernannt; eine Position, die er bis 2008 innehatte. Darauf wurde er Minister für Culture, Media and Sport. 2009 wurde er Gesundheitsminister und war gegen eine weitere Privatisierung des National Health Service.
Seit September 2015 war Burnham Schatten-Innenminister (Shadow Home Secretary) im Schattenkabinett des neuen Labour-Parteivorsitzenden Jeremy Corbyn. Burnham war einer der Kandidaten bei der Wahl zum neuen Parteivorsitzenden. Im September 2016 erklärte Burnham seinen Rücktritt aus dem Schattenkabinett. Am 4. Mai 2017 wurde er mit 63 % der Stimmen zum Bürgermeister von Greater Manchester gewählt. Bei der vorgezogenen Parlamentswahl 2017 tritt Burnham nicht mehr an.
Burnham heiratete 2000 Marie-France van Heel. Das Paar hat einen Sohn.